# 目で殺す
『目で殺す』（めでころす）は、田原俊彦の13枚目のオリジナル・アルバム。1986年12月5日に、キャニオン・レコード / NAVから発売された。

## 背景
キャッチコピーは『今の気持ちを きみに伝えるなら 目で殺す』。
前作『男…痛い』から約半年ぶりのオリジナル・アルバムで、前作に引き続き、デビュー7周年記念アルバムとしてリリースされ、プロデューサーに作詞家の阿久悠、作曲は全曲通して宇崎竜童が担当した。

## リリース
1986年12月5日に、キャニオン・レコードのNAVレーベルから、LPレコードとCT、CDの3形態で発売された。

## 批評
| 専門評論家によるレビュー | 専門評論家によるレビュー |
| レビュー・スコア         | レビュー・スコア         |
| 出典                     | 評価                     |
| ------------------------ | ------------------------ |
| CDジャーナル             | 肯定的                   |

『CDジャーナル』は、「アイドル・シンガーから別枠に入ってきたトシが、さらに新境地へと進みはじめたことを示しているようです」と田原の音楽の方向性の変化を指摘し「ヴォーカリストとしての魅力には好みはあるものの、別の魅力があるからね」と肯定的な評価をしている。

## 収録曲

### LPレコード/CT
| 全作詞: 阿久悠、全作曲: 宇崎竜童、全編曲: 松原正樹。 |                            |        |            |      |
| #                                                    | タイトル                   | 作詞   | 作曲・編曲 | 時間 |
| 1.                                                   | 「炎のレター」             | 阿久悠 | 宇崎竜童   | 4:17 |
| 2.                                                   | 「美しき獲物を追って」     | 阿久悠 | 宇崎竜童   | 4:06 |
| 3.                                                   | 「KISSは野蛮なほうがいい」 | 阿久悠 | 宇崎竜童   | 4:08 |
| 4.                                                   | 「ASHURA (阿修羅)」        | 阿久悠 | 宇崎竜童   | 5:18 |
| 合計時間:                                            | 合計時間:                  | 17:49  |            |      |

| 全作詞: 阿久悠、全作曲: 宇崎竜童。 |                            |           |            |          |      |
| #                                  | タイトル                   | 作詞      | 作曲・編曲 | 編曲     | 時間 |
| 1.                                 | 「目で殺す」               | 阿久悠    | 宇崎竜童   | 松原正樹 | 4:00 |
| 2.                                 | 「ロックンロール無宿」     | 阿久悠    | 宇崎竜童   | 新川博   | 4:14 |
| 3.                                 | 「レコードの針がとびそう」 | 阿久悠    | 宇崎竜童   | 松原正樹 | 4:16 |
| 4.                                 | 「マドンナ殺人事件」       | 阿久悠    | 宇崎竜童   | 新川博   | 4:06 |
| 合計時間:                          | 合計時間:                  | 合計時間: | 16:36      |          |      |

### CD
| 全作詞: 阿久悠、全作曲: 宇崎竜童。 |                            |           |            |          |      |
| #                                  | タイトル                   | 作詞      | 作曲・編曲 | 編曲     | 時間 |
| 1.                                 | 「炎のレター」             | 阿久悠    | 宇崎竜童   | 松原正樹 | 4:17 |
| 2.                                 | 「美しき獲物を追って」     | 阿久悠    | 宇崎竜童   | 松原正樹 | 4:06 |
| 3.                                 | 「KISSは野蛮なほうがいい」 | 阿久悠    | 宇崎竜童   | 松原正樹 | 4:08 |
| 4.                                 | 「ASHURA (阿修羅)」        | 阿久悠    | 宇崎竜童   | 松原正樹 | 5:18 |
| 5.                                 | 「目で殺す」               | 阿久悠    | 宇崎竜童   | 松原正樹 | 4:00 |
| 6.                                 | 「ロックンロール無宿」     | 阿久悠    | 宇崎竜童   | 新川博   | 4:14 |
| 7.                                 | 「レコードの針がとびそう」 | 阿久悠    | 宇崎竜童   | 松原正樹 | 4:16 |
| 8.                                 | 「マドンナ殺人事件」       | 阿久悠    | 宇崎竜童   | 新川博   | 4:06 |
| 合計時間:                          | 合計時間:                  | 合計時間: | 34:25      |          |      |

## 参加ミュージシャン
| 炎のレター - Apf : 新川博 - Synth : 倉田信雄 - EB : 長岡道夫 - AG.EB : 松原正樹 - Dr : 島村英二 - Per : 斎藤ノブ - Synth Op : 浦田恵司 - Chorus : 比山清, 木戸泰弘, 広谷順子 美しき獲物を追って - Apf : 新川博 - Synth : 倉田信雄 - EB : 長岡道夫 - AG.EB : 松原正樹 - Dr : 島村英二 - Per : 斎藤ノブ - Synth Op : 浦田恵司 - Chorus : EVE KISSは野蛮なほうがいい - Key : 倉田信雄 - EB : 富倉安生 - EB : 松原正樹 - Dr : 村上秀一 - Per : 浜口茂外也, 斎藤ノブ - Synth Op : 浦田恵司 - Chorus : デレック・ジャクソン ASHURA (阿修羅) - Key : 倉田信雄 - EB : 富倉安生 - EB : 松原正樹 - Dr : 村上秀一 - Per : 斎藤ノブ - Synth Op : 浦田恵司 - Chorus : EVE - Sax solo : 土岐英史 | 目で殺す - Apf : 島健 - Synth : 国吉良一 - EB : 富倉安生 - AG.EB : 松原正樹 - Dr : 岡本郭男 - Per : 斎藤ノブ - Synth Op : 森達彦 ロックンロール無宿 - Key : 新川博 - EB : 美久月千晴 - EG : 今剛, 角田順 - Dr : 島村英二 - Per : 斎藤ノブ - Synth Op : 安倍均 - Harmonica : 八木のぶお レコードの針がとびそう - Apf : 新川博 - Synth : 倉田信雄 - EB : 長岡道夫 - AG.EB : 松原正樹 - Dr : 島村英二 - Per : 斎藤ノブ - Synth Op : 浦田恵司 - Chorus : 比山清, 木戸泰弘, 広谷順子 マドンナ殺人事件 - Key : 新川博 - EB : 高水健司 - EG : 今剛 - Dr : 島村英二 - Per : 斎藤ノブ - Synth Op : 安倍均 - Chorus : EVE |